# Artena certior
Artena certior är en fjärilsart som beskrevs av Walker 1858. Artena certior ingår i släktet Artena och familjen nattflyn. Inga underarter finns listade i Catalogue of Life.